# Іддінгсит
Іддінгсит — це мікрокристалічна гірська порода, яка утворюється в результаті зміни олівіну. Зазвичай її вивчають як мінерал і складається із суміші залишків олівіну, глинистих мінералів, оксидів заліза та феригідритів. Дебати щодо невизначеної кристалічної структури іддінгситу призвели до того, що IMA виключила її зі списку офіційних мінералів; таким чином, іддінгсит правильно називають гірською породою.

## Інтернет-ресурси
- Lecture at University of Wisconsin